# Рубі Кілер
Рубі Кілер (англ. Ruby Keeler, при народженні Етель Гільда Кілер (англ. Ethel Hilda Keeler; 25 серпня 1909 — 28 лютого 1993) — американська акторка, співачка і танцюристка. Найбільш відома за ролями в ряді успішних мюзиклів студії «Warner Brothers» в компанії з Діком Павеллом, серед яких «42-га вулиця» (1933), «Золотошукачі 1933 року» (1933), «Парад в вогнях рампи» (1933), «Дами» (1934) і «Коллін» (1936).
У 1920-х роках Кілер успішно виступала на Бродвеї в серії комедійних постановок і мюзиклів. З 1928 по 1940 рік була одружена з джазовим співаком Елом Джолсон. Після розлучення Кілер пішла з шоу-бізнесу, але в 1971 році з успіхом відродила кар'єру на Бродвеї. Останньою її роботою в кіно стала роль Голді в комедії «Багаті нащадки» в 1989 році.
Рубі Кілер померла від раку в лютому 1993 року в віці 82 років. Її внесок у кінематограф відзначений зіркою на Голлівудській алеї слави.

## Вибрана фільмографія
- 1933: 42-га вулиця / 42nd Street — Пеггі Соєр
- 1933: Золотошукачі 1933 року / Gold Diggers of 1933 — Поллі Паркер
- 1934: Доріжка флірту / Flirtation Walk — Кіт Фіттс